# Армі Гаммер
Арманд Дуглас «Армі» Гаммер (англ. Armand Douglas «Armie» Hammer; нар. 28 серпня 1986, Лос-Анджелес, США) — американський актор. Найбільше відомий ролями у фільмах «Соціальна мережа» та «Назви мене своїм ім'ям», за яку отримав номінацію на «Золотий глобус» (2017).

## Біографія
Гаммер народився в Лос-Анджелесі, штат Каліфорнія. Його мати, Дрю Енн (до шлюбу Моблі); батько, Майкл Арманд Гаммер, бізнесмен. Прадідусь Армі — Арманд Хаммер був американським нафтовим магнатом і філантропом єврейсько-українського походження: дідусь Арманда Гаммера — Яків Гаммер — народився у Херсоні (Україна) у родині кораблебудівельника.
Своє дитинство Армі Хаммер провів у передмісті Далласа Хайленд-Парку, в сім років він переїхав на Кайманові острови, а в 12 років його сім'я остаточно осіла в Лос-Анджелесі

## Кар'єра
Професійна акторська кар'єра Хаммера розпочалася з епізодичних ролей у телесеріалах «Вероніка Марс», «Пліткарка», «Жнець» та «Відчайдушні домогосподарки». 
У 2006 році виходить фільм «Фліка» за його участю, а у 2007 — психологічний трилер «Фатальний вибір». У жовтні 2008 року виходить кінокартина "Біллі: Ранні роки", де Хаммер зіграв головну роль. За неї він отримав премію Faith and Values Award в номінації Grace Award, яка присуджується за найбільш натхненний виступ у кіно або на телебаченні компанією Mediaguid, організацією, що надає огляди фільмів із християнською тематикою.
У 2007 році Армі був обраний режисером Джорджем Міллером для ролі Бетмена у фільмі «Ліга справедливості: Смертні». Але в результаті страйку Гільдії сценаристів США і розбіжностей з приводу бюджету, що насувається, зйомки фільму були скасовані. У 2009 році Хаммер зіграв Харрісона Бержерона у фільмі «2081», прем'єра якого відбулася на «Міжнародному кінофестивалі в Сіетлі».
У 2010 році Хаммер зіграв однояйцевих близнюків, Кемерона і Тайлера, у фільмі Девіда Фінчера «Соціальна мережа», присвяченому створенню Facebook. Творці фільму використовували комп'ютерні зображення, щоб накласти обличчя Хаммера на обличчя другого актора, Джоша Пенса. За роль у фільмі Хаммер отримав премію від «Асоціації кінокритиків Торонто» за кращу чоловічу роль другого плану.
Наступного року він зіграв принца Ендрю Олкотта у фільмі «Білосніжка: Помста гномів». У січні 2012 року озвучив близнюків Вінклвосс у мультсеріалі «Сімпсони» (епізод The D'oh-cial Network). 
У 2013 році він був знятий у головній ролі диснеївського фільму «Самотній рейнджер», який вийшов у прокат у липні 2015 року, фільм став комерційно успішним, зібравши 260,5 мільйонів доларів по всьому світу при заявленому бюджеті у 215 мільйонів доларів. У 2015 році Хаммер зіграв Іллю Курякіна у фільмі Гая Річі «Агенти А.Н.К.Л.».
У наступні роки він зіграв у таких фільмах, як «Народження нації», «Під покровом ночі», «Перестрілка», «Міна», «Назви мене своїм ім'ям», «Останній портрет», «Вибачте за занепокоєння», "За статевою ознакою".
У 2019 році Хаммер знявся у фільмі жахів «Рани», з Дакотою Джонсон. Світова прем'єра фільму відбулася на кінофестивалі Санденс 26 січня 2019. Хаммер також зіграв роль Максима де Вінтера в новій екранізації готичного роману Дафни Дюмор'є «Ребека», режисером якої став Бен Уітлі, в головній ролі Лілі Джеймс. Потім він приєднався до Гері Олдмена та Еванджеліні Ліллі в трилері «Країна мрій». Фільм вийшов у прокат у 2021. Актор виконав епізодичну роль у міні-серіалі «Ми ті, хто ми є», а також відіграв головну роль у «Смерті на Нілі», прем'єра якої відбулася на початку 2022.

## Особисте життя
У 2010 році одружився з акторкою та журналісткою Елізабет Чемберс. Має татуювання на безіменному пальці з її ініціалами під обручкою.
У подружжя є дочка — Харпер Грейс Хаммер (нар. 01.12.2014) та син — Форд Дуглас Арманд Хаммер (нар. 15.01.2017). 10 липня 2020 року Армі оголосив про розлучення з Чеймберс, офіційно пара розлучилася в червні 2023 року.
У 2020 році Армі потрапив у низку скандалів пов‘язаних з канібалізмом, сексуальними домаганнями та зґвалтуванням, після чого відправився у рехаб.

## Фільмографія

### Кінофільми
| Рік  |    | Українська назва          | Оригінальна назва       | Роль                          |
| ---- | -- | ------------------------- | ----------------------- | ----------------------------- |
| 2006 | ф  | Фліка                     | Flicka                  | чоловік                       |
| 2008 | ф  | Фатальний вибір           | Blackout                | Томмі                         |
| 2008 | ф  | Біллі: Ранні роки         | Billy: The Early Years  | Біллі Грем                    |
| 2009 | ф  | Весняний відрив           | Spring Breakdown        | Abercrombie Boy               |
| 2009 | кф | 2081                      | 2081                    | Гаррісон Бержерон             |
| 2009 | ф  | Останнє ура               | The Last Hurrah         | скейтбордист                  |
| 2010 | ф  | Соціальна мережа          | The Social Network      | Тайлер та Кемерон Вінклевосс  |
| 2011 | ф  | Дж. Едгар                 | J. Edgar                | Клайд Толсон                  |
| 2012 | мф | Білі ведмеді              | The Polar Bears         | Зук (озвучення)               |
| 2012 | ф  | Білосніжка: Помста гномів | Mirror Mirror           | принц Ендрю Елкотт            |
| 2013 | ф  | Самотній Рейнджер         | The Lone Ranger         | Джон Рейд / Самотній Рейнджер |
| 2014 | мф | Могутня Сімка Стена Лі    | Stan Lee's Mighty 7     | Сильна рука (озвучення)       |
| 2015 | ф  | Антураж                   | Entourage               | Армі Гаммер                   |
| 2015 | ф  | Агенти U.N.C.L.E.         | The Man from U.N.C.L.E. | Ілля Карякін                  |
| 2016 | ф  | Народження нації          | The Birth of a Nation   | Самуїл Тернер                 |
| 2016 | ф  | Нічні звірі               | Nocturnal Animals       | Гаттон Морроу                 |
| 2016 | ф  | Перестрілка               | Free Fire               | Орд                           |
| 2016 | ф  | Міна                      | Mine                    | Майк Стівенс                  |
| 2017 | ф  | Назви мене своїм ім'ям    | Call Me by Your Name    | Олівер                        |
| 2017 | ф  | Фінальний портрет         | Final Portrait          | Джеймс Лорд                   |
| 2017 | мф | Тачки 3                   | Cars 3                  | Джексон Шторм (озвучення)     |
| 2018 | ф  | Вибачте, що потурбував    | Sorry To Bother You     | Стів Ліфт                     |
| 2018 | ф  | Готель «Мумбаї»           | Hotel Mumbai            | Девід Дункан                  |
| 2018 | ф  | За статевою ознакою       | On The Basis Of Sex     | Мартін Д. Гінзбург            |
| 2019 | ф  | Рани                      | Wounds                  | Вілл                          |
| 2020 | ф  | Ребекка                   | Rebecca                 | Максим де Вінтер              |
| 2021 | ф  | Трафік                    | Crisis                  | Джейк Кахейн                  |
| 2022 | ф  | Смерть на Нілі            | Death on the Nile       | Саймон Дойл                   |

### Телебачення
| Рік  |    | Українська назва                       | Оригінальна назва                  | Роль                                                |
| ---- | -- | -------------------------------------- | ---------------------------------- | --------------------------------------------------- |
| 2005 | с  | Уповільнений розвиток                  | Arrested Development               | студент #2 (Епізод: "The Immaculate Election")      |
| 2006 | с  | Вероніка Марс                          | Veronica Mars                      | Курт (Епізод: "Wichita Linebacker")                 |
| 2007 | с  | Відчайдушні домогосподарки             | Desperate Housewives               | Барретт (Епізод: "Distant Past")                    |
| 2009 | с  | Жнець                                  | Reaper                             | Морган (5 епізодів)                                 |
| 2009 | с  | Пліткарка                              | Gossip Girl                        | Ґабріел Едвардс (4 епізоди)                         |
| 2012 | мс | Сімпсони                               | The Simpsons                       | Тайлер та Камерон (Епізод: "The D'oh-cial Network") |
| 2012 | мс | Американський тато                     | American Dad!                      | агент з прокату авто (Епізод: "The Wrestler")       |
| 2018 | с  | Події минулого тижня з Джоном Олівером | Last Week Tonight with John Oliver | гість (Епізод: "Authoritarianism")                  |
| 2019 | с  |                                        | Running Wild with Bear Grylls      | гість (Епізод: "Armie Hammer in Sardinia")          |

### Відеоігри
| Рік  |    | Українська назва    | Оригінальна назва   | Роль              |
| ---- | -- | ------------------- | ------------------- | ----------------- |
| 2013 | вг | Disney Infinity     | Disney Infinity     | Самотній Рейнджер |
| 2014 | вг | Disney Infinity 2.0 | Disney Infinity 2.0 | Самотній Рейнджер |
| 2015 | вг | Disney Infinity 3.0 | Disney Infinity 3.0 | Самотній Рейнджер |